# Adam Andersson
Carl Adam Andersson (Göteborg, 11 novembre 1996) è un calciatore svedese, centrocampista del Lyngby.

## Biografia
Ha un fratello gemello di nome Joel, anch'egli calciatore.

## Carriera

### Club
Così come il gemello Joel, anche Adam è cresciuto nelle giovanili del Västra Frölunda, con cui è arrivato anche in prima squadra nel 2012, quando il club all'epoca militava nel quarto livello del calcio svedese.
Trasferitosi all'Häcken a partire dal 2013, ha svolto un paio d'anni nel settore giovanile, prima di approdare a tutti gli effetti nel calcio professionistico. In prima squadra erano presenti altri due fratelli gemelli, ovvero Samuel e Simon Gustafson. Nel corso dell'Allsvenskan 2015 ha collezionato le prime 7 apparizioni personali nella massima serie, di cui un paio da titolare. Nel 2016 le sue presenze in campionato sono salite a 16, pur subentrando dalla panchina nella maggior parte dei casi. Minore spazio lo ha avuto nel 2017 sotto la guida del tecnico Mikael Stahre, che lo ha utilizzato solo talvolta nel finale di stagione. Nei tre anni successivi, sotto la gestione dell'allenatore Andreas Alm, il suo impiego in campo è salito sensibilmente.
L'11 gennaio 2021 è stato reso noto il suo passaggio ai norvegesi del Rosenborg, a cui si è legato con un contratto quadriennale.

### Nazionale
Ha giocato nella nazionale svedese Under-19.
Tra il 2019 ed il 2020 ha giocato in totale 4 partite con la nazionale maggiore svedese.

## Palmarès

### Club

#### Competizioni nazionali
- Coppa di Svezia: 2

Häcken: 2015-2016, 2018-2019